# Sofrunys
Sofrunys és un antic poble del terme comunal de Glorianes, a la comarca del Conflent, de la Catalunya del Nord.
Estava situat a la zona nord-oest del seu terme comunal, al nord del poble de Glorianes. Era a prop al nord-oest de la Collada de Sant Esteve i al nord de l'indret on hi hagué la Mina de Glorianes. Se'n conserven les restes de la seva església parroquial, Sant Esteve de Sofrunys.